# Kościół św. Marcina w Ieper
Kościół św. Marcina (nid. Sint-Maartenskerk), zwany również katedrą św. Marcina (nid. Sint-Maartenskathedraal) – rzymskokatolicka świątynia znajdująca się w belgijskim mieście Ieper, w latach 1559–1801 główna świątynia diecezji Ieper.

## Historia
Wedle tradycji na miejscu dzisiejszej świątyni znajdowała się niegdyś kaplica pod wezwaniem Najświętszej Maryi Panny i św. Andrzeja, której w 1012 nadano nowego patrona – św. Marcina. W 1088 rozpoczęto budowę nowego, tymczasowego kościoła, a w 1102 utworzono przy nim kapitułę. Kanonicy, podlegający biskupom Thérouanne, żyli według reguły św. Augustyna. Dzięki licznym darowiznom na początku XIII wieku kanonicy mogli rozpocząć budowę nowej świątyni. Prace budowlane zaczęto w 1221 roku. W 1241, gdy stara świątynia została zniszczona podczas pożaru miasta, nowy gmach uniknął zniszczenia. Około 1251 ukończono prezbiterium, a w 1254 rozpoczęto budowę transeptu. W 1280 biskup Henricus konsekrował wciąż nieukończoną świątynię. Ramię północne transeptu wzniesiono w XIII wieku, a w XIV wieku powstał korpus nawowy i ramię południowe. W 1377 wybudowano wieżę, która zawaliła się w 1433 roku. Świątynię odbudowano w latach 1434–1470, nadając jej cechy gotyku brabanckiego. W XV wieku wzniesiono również budynek prepozytury na północ od świątyni. Wieżę zwieńczono wówczas niewysoką iglicą. W XVI i XVII wieku dobudowano kaplice boczne. W 1559 roku kościół ustanowiono katedrą diecezji Ieper. W II połowie XVIII wieku zamknięto cmentarz funkcjonujący wokół świątyni.
W 1797 świątynia została wywłaszczona podczas rewolucji francuskiej, a dwa lata później zakupiona przez Brugijczyka z zamiarem czerpania zysków z materiałów rozbiórkowych. W 1800 katedrę ponownie nabyła diecezja Ipres, która przywróciła ją do funkcji sakralnej. W 1801 diecezję zlikwidowano, Ieper włączono w skład diecezji gandawskiej i ustanowiono siedzibą dekanatu, a w 1834 tereny te przyłączono do biskupstwa brugijskiego. W latach 1803–1805 sprzedano część wyposażenia i pobielono ściany, a w 1833 przemalowano wnętrze kościoła. W 1842 rozpoczęto wieloetapową renowację trwającą aż do wybuchu I wojny światowej.
Kościół został zniszczony wskutek działań wojennych 22 listopada 1914 roku. Odbudowę wg projektu Julesa Coomansa rozpoczęto wmurowaniem kamienia węgielnego 2 listopada 1922. W 1927 ukończono budowę dachu, a w 1928 rozpoczęto prace nad wieżą (którą zwieńczono nieistniejącą przed wojną iglicą). W Niedzielę Palmową 1930 konsekrowano zrekonstruowany kościół. Podczas budowy dachu i iglicy wieży w celach przeciwpożarowych wykorzystano żelbet.

## Architektura i wyposażenie
Świątynia gotycka, trójnawowa, o układzie bazylikowym, z transeptem. Budulcem jest granit, cegła oraz żelbet w konstrukcji dachu i iglicy wieży. Dachy pokryto łupkiem. Nad skrzyżowaniem naw wznosi się drewniana sygnaturka. Od zachodu do kościoła dobudowana jest wieża zwieńczona XX-wiecznym, częściowo ażurowym hełmem, wzorowanym na architekturze gotyku brabanckiego. Prezbiterium jest oddzielone od reszty kościoła za pomocą lektorium.
Wnętrze zdobią:
- obraz Oblężenie Ieper z 1657 autorstwa J. Lybaerta,
- alabastrowa figura św. Karola Boromeusza z XVII wieku,
- nagrobek bpa Corneliusa Jansena,
- neogotycki ołtarz główny z rzeźbą Najświętszego Serca Jezusowego z 1935,
- neogotycki ołtarz boczny pw. Matki Bożej z Thuyne[1],
- 3-manuałowe organy z warsztatu Julesa Anneessensa(inne języki) z 1931 roku[4].

## Galeria

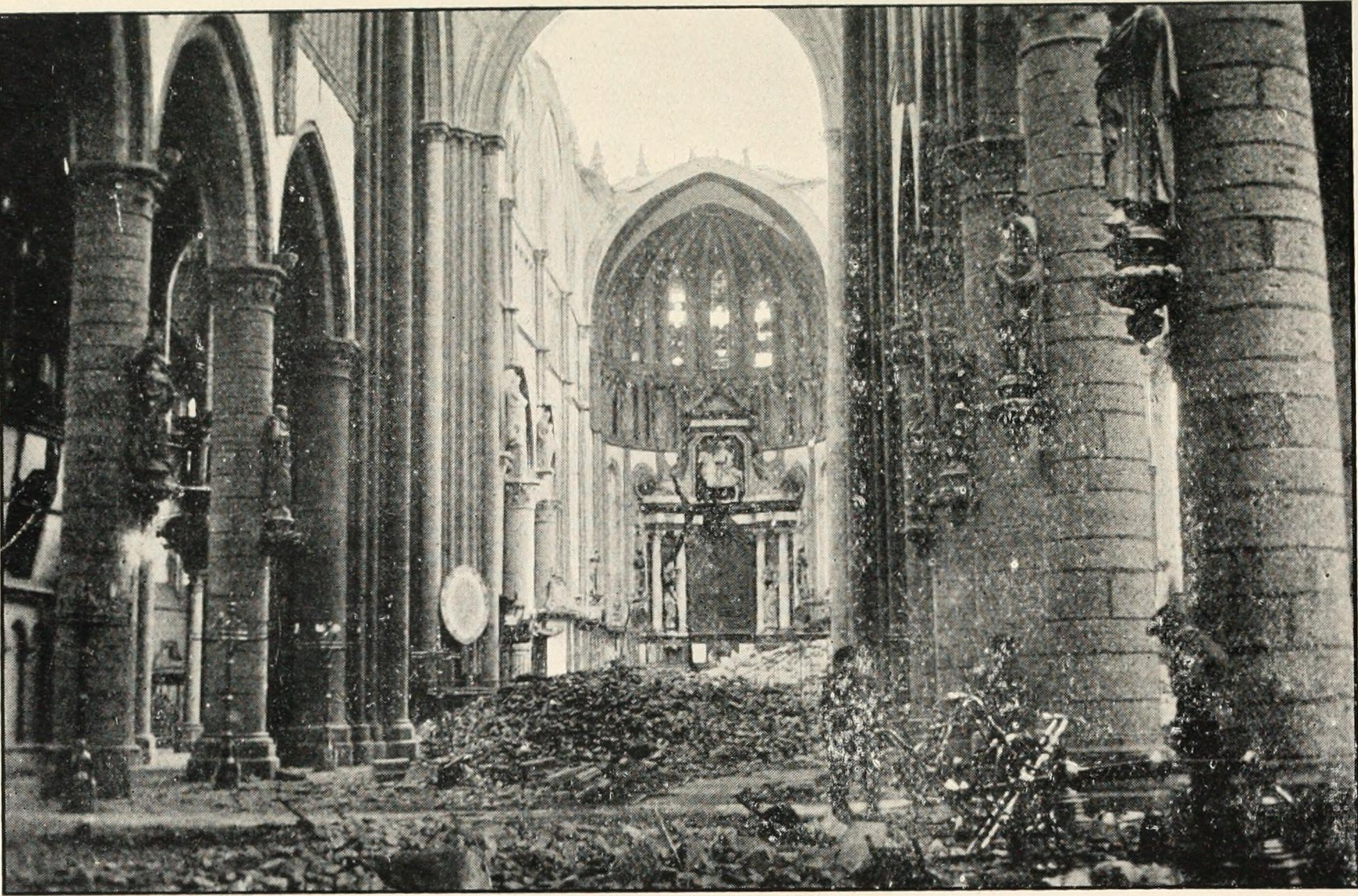
Zniszczony kościół w 1916 roku
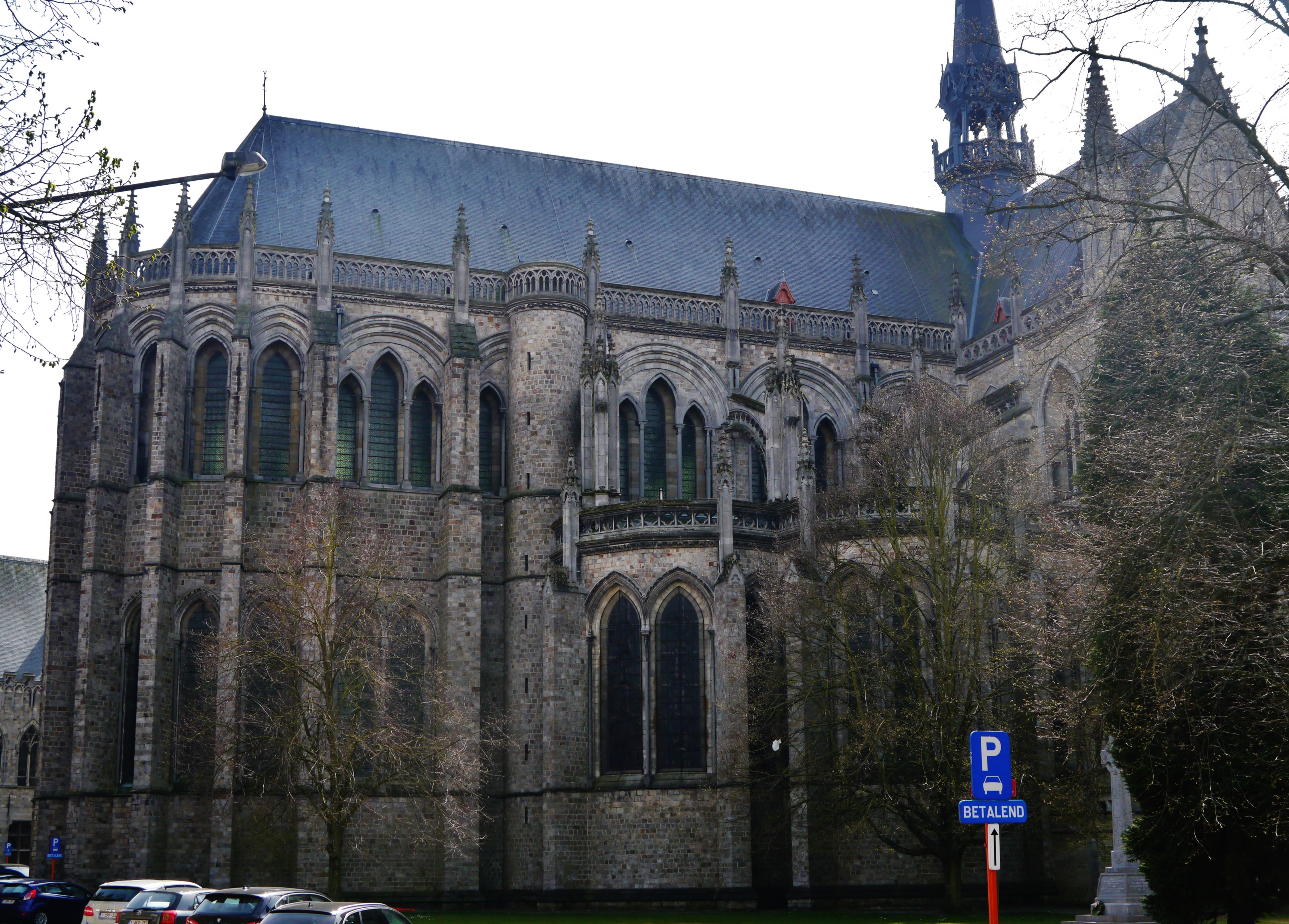
Prezbiterium
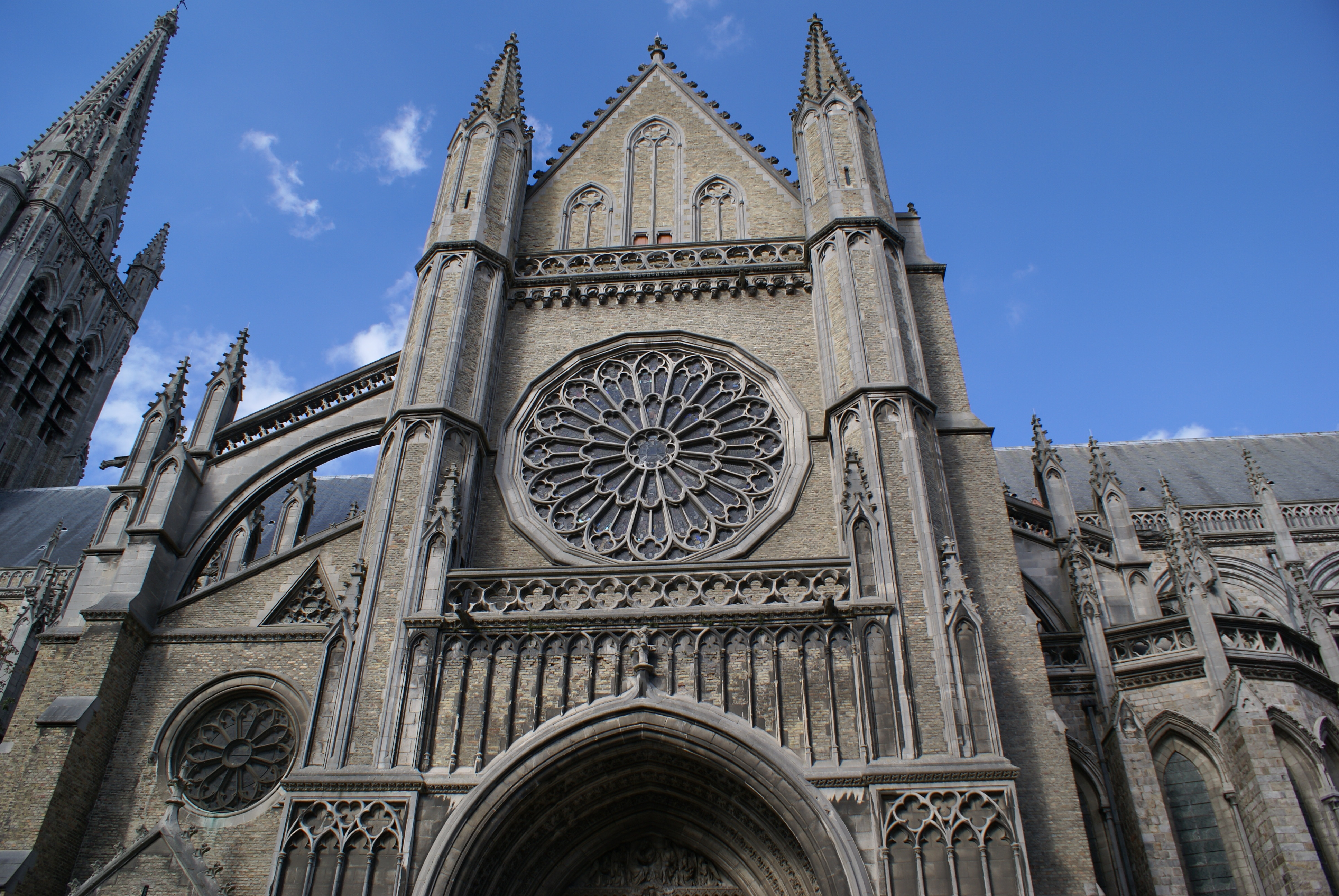
Rozeta w południowym ramieniu transeptu
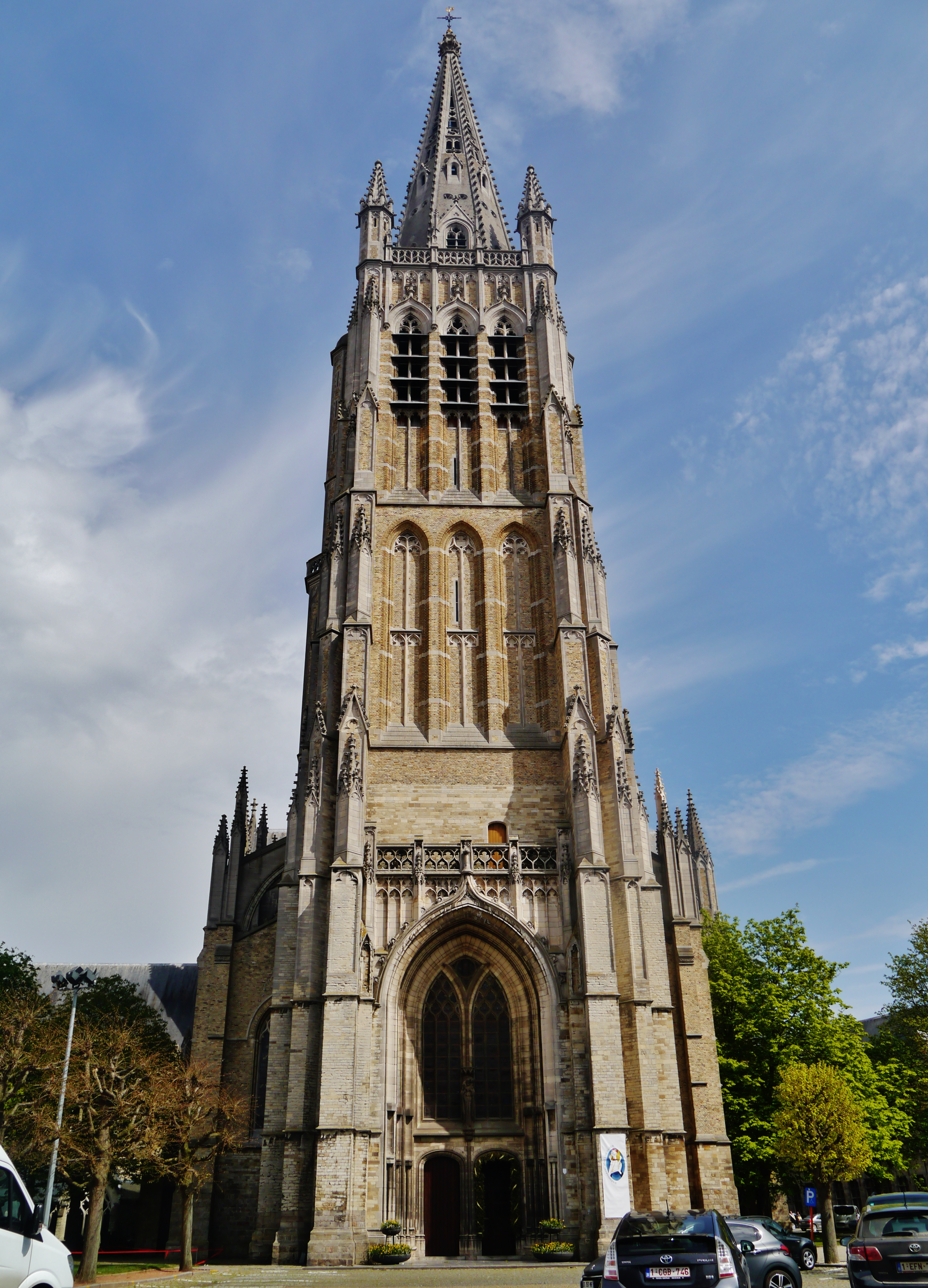
Wieża
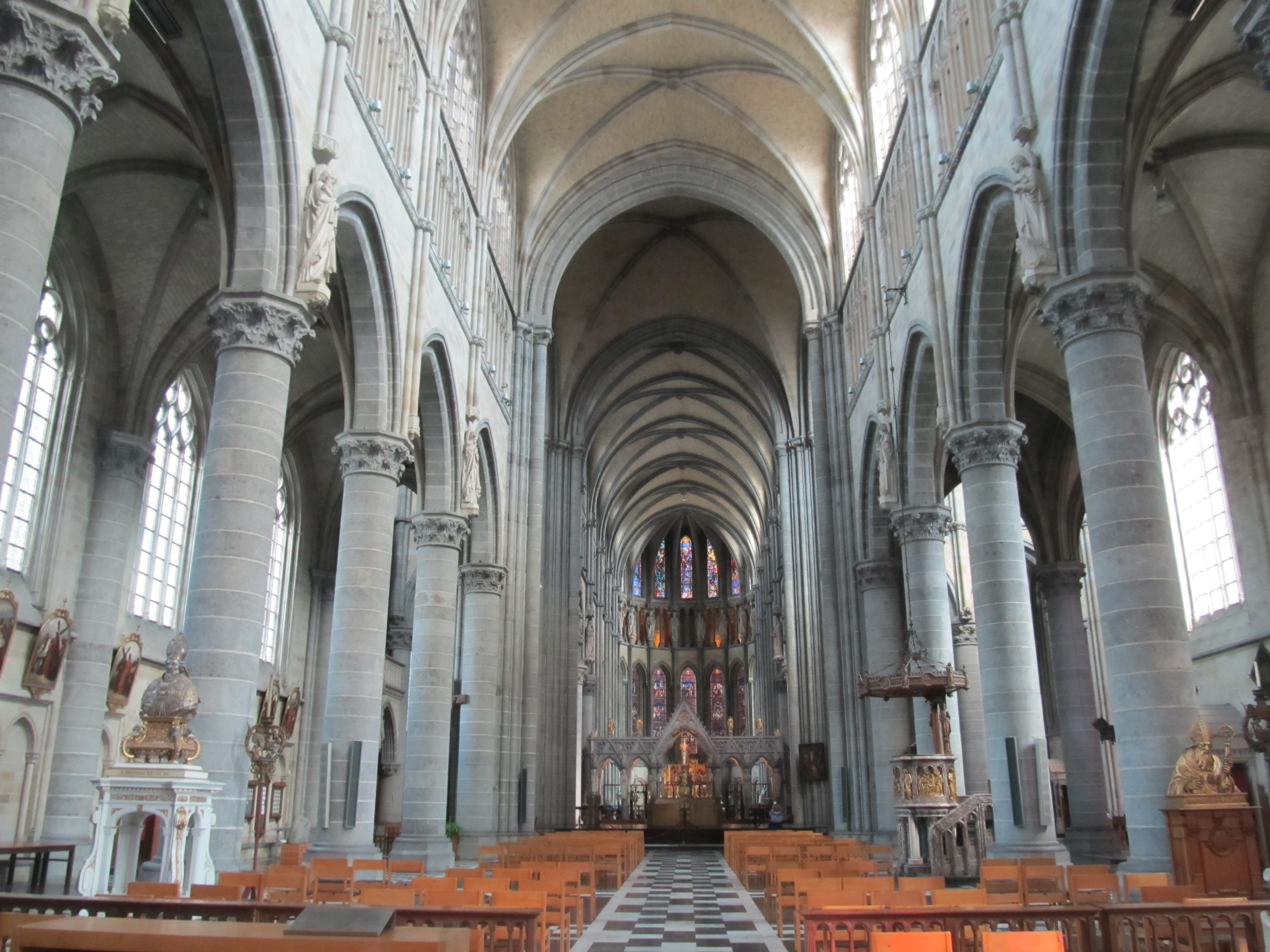
Wnętrze
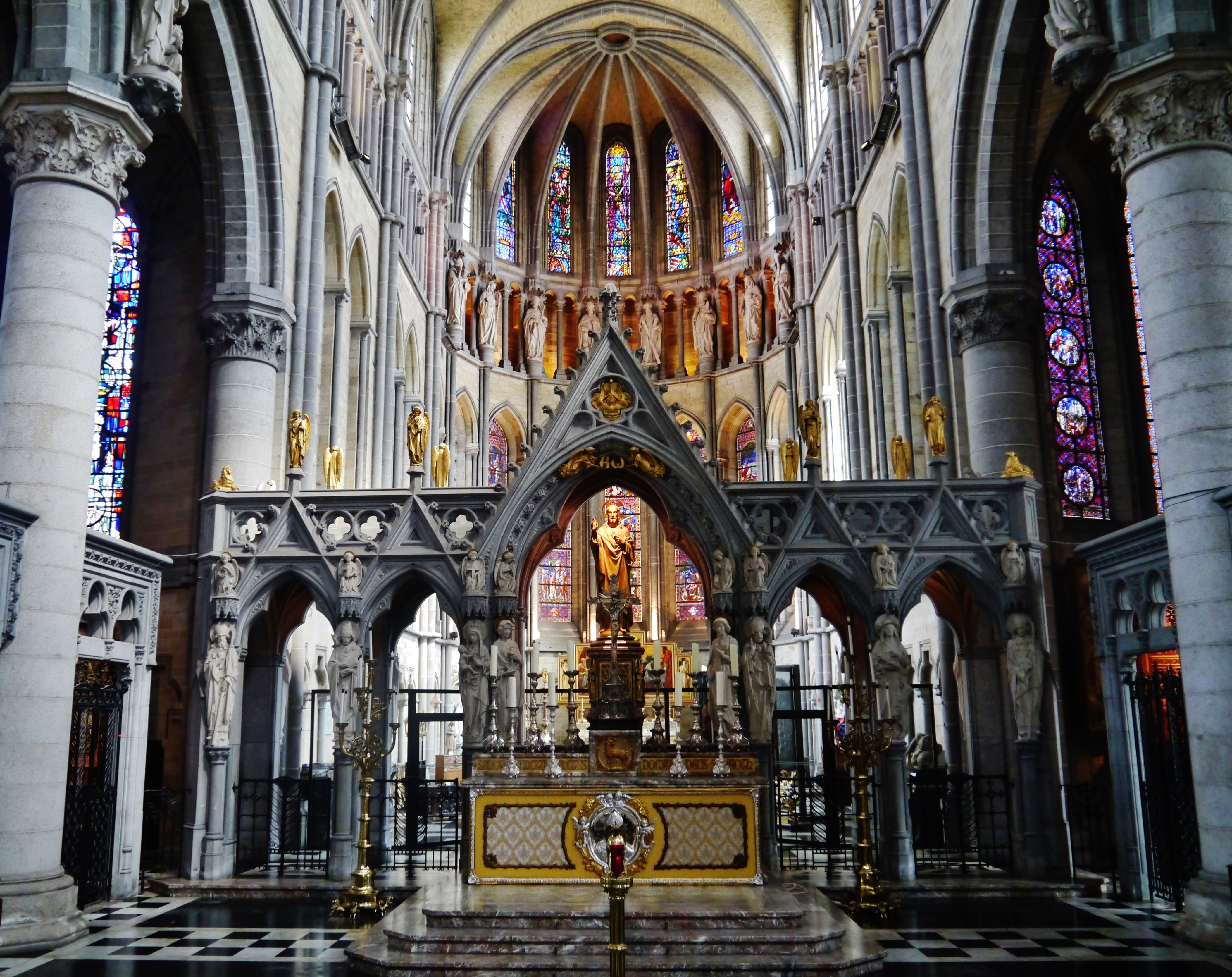
Lektorium i ołtarz główny
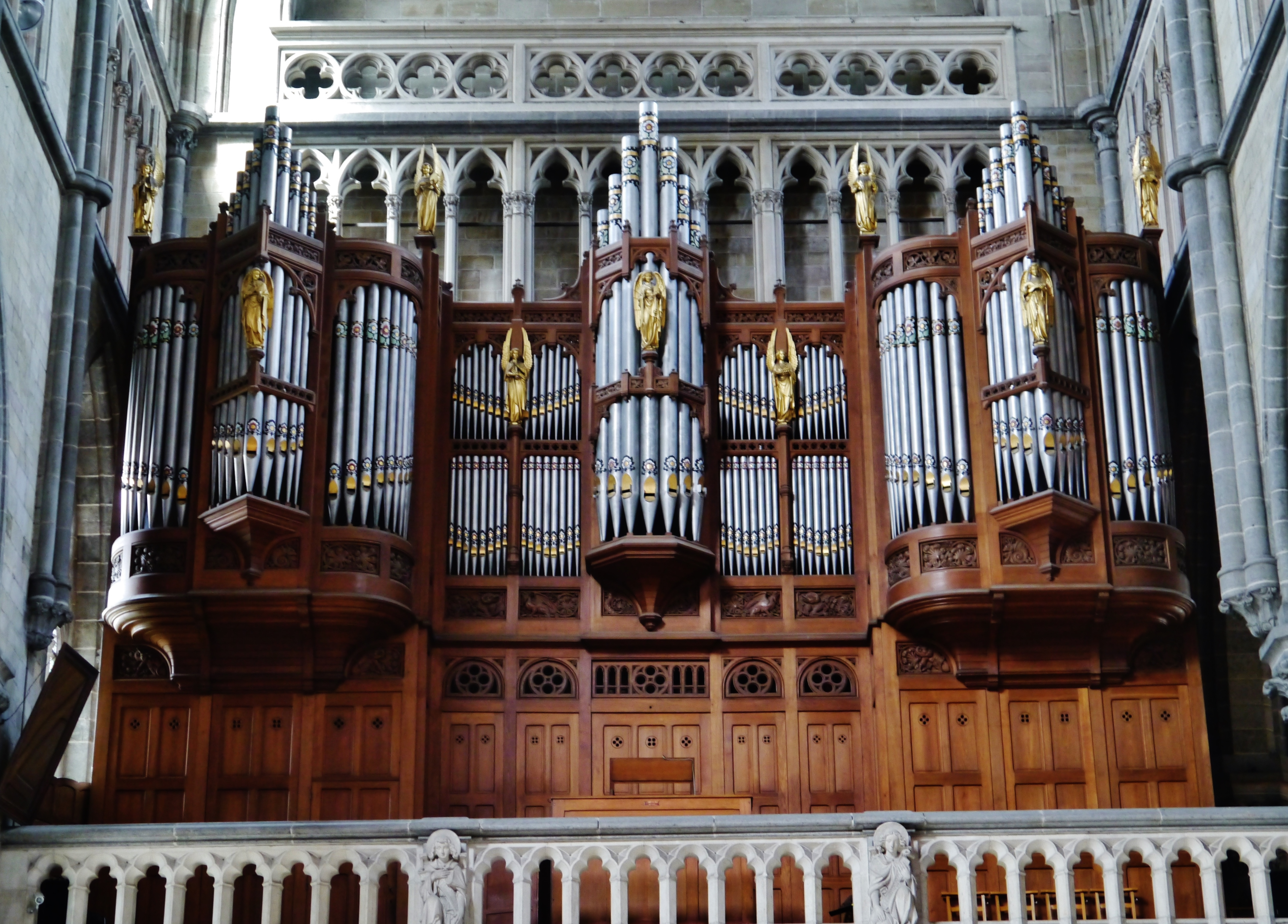
Organy